# No’am
No’am (hebr. נועם) – moszaw położony w samorządzie regionu Szafir, w Dystrykcie Południowym, w Izraelu.
Leży na pograniczu północno-zachodniej części pustyni Negew i Szefeli, w otoczeniu miasta Kirjat Gat, moszawów Szalwa, Achuzzam, Uza, Sede Mosze i Lachisz, oraz wioski Ewen Szemu’el.

## Historia
Moszaw został założony w 1955 przez żydowskich imigrantów z Afryki Północnej (w większości z Maroka), którzy byli członkami ruchu Ha-Poel ha-Mizrachi. Później osiedlili się tutaj imigranci z Iranu i Iraku.

## Kultura i sport
W moszawie jest ośrodek kultury oraz boisko do piłki nożnej.

## Gospodarka
Gospodarka moszawu opiera się na intensywnym rolnictwie, sadownictwie i uprawach w szklarniach.

## Komunikacja
Na wschód od moszawu przebiega autostrada nr 6, brak jednak możliwości bezpośredniego wjazdu na nią. Z moszawu wyjeżdża się w kierunku zachodnim drogą nr 3403. Dojeżdża się nią do wsi Ewen Szemu’el i drogi ekspresowej nr 40.